# Pseudochirulus forbesi
Pseudochirulus forbesi е вид бозайник от семейство Pseudocheiridae.

## Разпространение
Видът е разпространен в Папуа Нова Гвинея.